# Roscommon-Galway
Roscommon-Galway is een kiesdistrict in Ierland voor verkiezingen van Dáil Éireann, het lagerhuis van het Ierse parlement. Het huidige district werd gevormd voor de verkiezingen van 2016 en bestaat uit  het gehele graafschap Roscommon en een klein deel van het graafschap Galway dat eerder deel uitmaakte van het district Galway-East. Roscommon vormde tot 2016 samen met een deel van Leitrim het district Roscommon-South Leitrim
Het huidige kiesdistrict kiest 3 leden van Dáil Éireann. 
In 2016 koos het district 1 lid van Fianna Fáil en 2 onafhankelijke kandidaten.

## Referendum
Bij het abortusreferendum in 2018 stemde in het kiesdistrict 57,2% van de opgekomen kiezers voor afschaffing van het abortusverbod in de grondwet.